# Berlin (Nou Hampshire)
Berlin és una població dels Estats Units a l'estat de Nou Hampshire. Segons el cens del 2007 tenia 10.109 habitants.

## Demografia
Segons el cens del 2000, Berlin tenia 10.331 habitants, 4.555 habitatges, i 2.901 famílies. La densitat de població era de 64,6 habitants per km².
Dels 4.555 habitatges en un 26,2% hi vivien nens de menys de 18 anys, en un 48,6% hi vivien parelles casades, en un 10,8% dones solteres, i en un 36,3% no eren unitats familiars. En el 31,8% dels habitatges hi vivien persones soles el 17,4% de les quals corresponia a persones de 65 anys o més que vivien soles. El nombre mitjà de persones vivint en cada habitatge era de 2,22 i el nombre mitjà de persones que vivien en cada família era de 2,74.
Per edats la població es repartia de la següent manera: un 21,3% tenia menys de 18 anys, un 6,5% entre 18 i 24, un 26,5% entre 25 i 44, un 23% de 45 a 60 i un 22,6% 65 anys o més.
L'edat mediana era de 42 anys. Per cada 100 dones de 18 o més anys hi havia 85,6 homes.
La renda mediana per habitatge era de 29.647$ i la renda mediana per família de 38.750$. Els homes tenien una renda mediana de 33.190$ mentre que les dones 21.156$. La renda per capita de la població era de 15.780$. Entorn del 9,1% de les famílies i el 12,4% de la població estaven per davall del llindar de pobresa.

## Poblacions més properes
El següent diagrama mostra les poblacions més properes.